# 阿含宗
阿含宗（日语：／ Agonshū）是以佛舍利為本尊的日本新興佛教宗派，由桐山靖雄於1978年創辦。

## 簡介
宗教法人阿含宗是奉行《阿含經》之佛教宗派。依佛教學的分類屬於根本佛教。「阿含」是譯自梵文agama，有「傳承」的意思，也就是「傳承下來的教誨」之意。　
阿含宗是由現任大導師桐山靖雄於一九七八年創立，在這之前，桐山靖雄主持了三十年的佛教教團觀音慈惠會。觀音慈惠會是奉行大乘佛教經典《觀音經》。然而桐山靖雄認為佛陀所說之唯一經典只有阿含經後，轉而創立了阿含宗。
所謂的佛教是從事因緣解脫修行，以成佛（成為佛陀）為目標的宗教，然而除了阿含經，所有大乘佛教經典都無修行方法的說明，阿含經的修行法被稱為「七科三十七道品」。 桐山靖雄將之命名為「成佛的七大系統、三十七種修行課程」，並以此進行布教。　

## 創立
阿含宗的前身，是由創辦人桐山靖雄於1954年在日本橫濱市神奈川區生麥町設立「觀音慈惠會」，後於1978年4月8日正式成立「阿含宗」。

## 教義
根據阿含經修行，以解脫個人因緣，乃至世界和平為宗旨。

## 台灣本山歷史
歷程：
- 1996年 01月	        婦癌協會圖書館桐山文庫成立
- 1996年 01月13日	財團法人中國佛教阿含宗基金會創立
- 1996年 01月14日	大導師親修台北本部新道場護摩法會
- 1998年 08月9日	台中事務所開幕
- 1998年 10月7日	真正佛舍利尊來台奉安大典
- 1998年 10月10日	大導師來台主持「台灣平安•世界和平」大柴燈護摩供
- 1999年 10月4日	921大地震賑災活動
- 2000年 11月12日	高雄支部新道場落成
- 2002年 07月7日	台灣阿含宗新本部道場成立
- 2002年 08月13日	基隆國際中元祭祈福法會
- 2005年 07月3日	台中新道場成立
- 2011年 02月20日	三芝修鍊道場落成 柴燈護摩供 龍神瀑布開瀑儀式
- 2012年 04月29日	高雄新道場落成
- 2012年 05月17日	大導師來台親傳「靈能開發秘儀」財團法人中國佛教阿含宗基金會創立十五週年紀念會
- 2013年 11月10日	阿含宗台灣本山道場落成 祈禱東亞和平護摩法會

## 主要道場
日本國內：
- 北海道本部
- 東北本部
- 関東別院
- 関西総本部
- 東海本部
- 北陸本部
- 九州本部

世界據點：
- 台灣本山道場
- 台灣高雄道場
- 台灣台中道場
- ブラジル支部
- 欧州支部（ロンドン）

## 外部連結
- 先祖供養の総本山 阿含宗 （页面存档备份，存于）
- 阿含宗台灣本山 （页面存档备份，存于）
- 阿含宗台灣本山官方臉書粉絲團 （页面存档备份，存于）